# 붉은 군대
노동자와 농민의 붉은 군대(), 약칭 붉은 군대(는 1918년부터 1922년까지 러시아 공화국의 군대였고, 1922년부터 1946년 2월까지 소련의 군대의 이름이었다. 한자어로 노농적군(勞農赤軍)이나 적군(赤軍)으로도 번역한다. 군대는 1918년 1월 인민위원평의회의 법령에 따라 창설되었으며 러시아 내전 동안 신생 국가의 적군, 특히 총칭하여 백군으로 알려진 다양한 집단에 맞서기 위함이었다. 제2차 세계 대전 이후 1946년 2월 25일 소련군(蘇聯軍)으로 개칭되었다.
붉은 군대는 유럽 전구에서 연합국의 승리에 병력 측면에서 가장 큰 기여를 제공했으며, 만주 전략공세작전은 일본의 무조건적인 항복에 기여했다. 동부 전선에서의 작전 동안 독일 국방군과 무장친위대가 전쟁 중 입은 사상자의 75~80%를 차지했으며, 궁극적으로 독일의 수도 베를린을 점령했다.
제2차 세계 대전 동안 최대 3,400만 명의 병사들이 붉은 군대에서 복무했으며, 그 중 800만 명은 비슬라브계 소수민족이었다. 공식적으로 붉은 군대는 작전 중 사망 6,329,600명, 질병 사망 555,400명, 작전 중 실종된 병력 (대부분 포로로 잡힘) 4,559,000명이었다. 포로를 제외한 대부분의 손실은 러시아인 (5,756,000명)이었고, 다음으로 우크라이나인 (1,377,400명)이었다. 실종자 450만 명 중 939,700명은 해방된 소련 영토에서 다시 군대에 합류했고, 1,836,000명은 독일군 포로에서 돌아왔다. 총 손실은 8,668,400명에 달했다. 이는 공식적인 사망자 수이지만, 다른 추정치에 따르면 총 사망자 수는 거의 1,100만 명에 달한다. 러시아 러시아 국방부 중앙 기록 보관소 (CDMA) 관계자들은 그들의 데이터베이스에 약 1,400만 명의 사망 및 실종 군인의 이름이 등록되어 있다고 주장한다.

## 기원
1917년 9월, 블라디미르 레닌은 다음과 같이 썼다.
"경찰의 복원을 막는 유일한 방법은 인민 민병대를 창설하고 이를 군대와 통합하는 것이다(상비군을 전 인민 무장으로 대체하는 것)." 
당시 러시아 제국 육군은 붕괴하기 시작했다. 러시아 제국 남성 인구의 약 23%(약 1,900만 명)가 동원되었지만, 대부분 무기를 갖추지 못했으며 보급로와 기지 지역 유지와 같은 지원 역할을 담당했다. 차르 장군 니콜라이 두호닌은 200만 명의 탈영병, 180만 명의 사망자, 500만 명의 부상자, 200만 명의 포로가 있었다고 추정했다. 그는 남은 병력이 1,000만 명이라고 추정했다.
러시아 제국 육군이 해체되는 동안, "볼셰비키 편으로 넘어간 오합지졸 붉은 근위대 부대와 제국군 잔여 병력이 외부의 적들로부터 새로운 정부를 방어하는 데에는 완전히 부적합하다는 사실이 명백해졌다." 따라서 인민위원평의회는 1918년 1월 28일 붉은 군대를 창설하기로 결정했다. 그들은 "계급 의식이 있는 노동 계급의 최정예 요소"로 구성된 조직을 구상했다. 러시아 공화국의 모든 18세 이상 시민은 자격이 있었다. 그 역할은 "소비에트 권력의 방어, 상비군을 무장 국가의 힘에서 파생되는 군대로 전환하기 위한 기반 마련, 그리고 유럽에서 다가올 사회주의 혁명을 지원하기 위한 기반 마련"이었다. 입대는 "소비에트 권력 영역 내에서 활동하는 군사 또는 민간 위원회, 또는 당이나 노동조합 위원회, 또는 극단적인 경우 위의 조직 중 하나에 속하는 두 사람의 보증"을 조건으로 했다. 전체 부대가 붉은 군대에 합류하기를 원할 경우 "집단 보증과 모든 구성원의 찬성 투표"가 필요했다. 붉은 군대는 주로 농민으로 구성되었기 때문에 복무하는 농민의 가족들은 식량 배급과 농사일에 대한 지원을 보장받았다. 집에 남아 있던 일부 농민들은 군대에 입대하기를 열망했다. 남성들과 일부 여성들은 징집 센터로 몰려들었다. 거부당하면 고철을 모으고 구호품을 준비했다. 어떤 경우에는 그들이 번 돈이 군대를 위한 전차로 쓰이기도 했다.

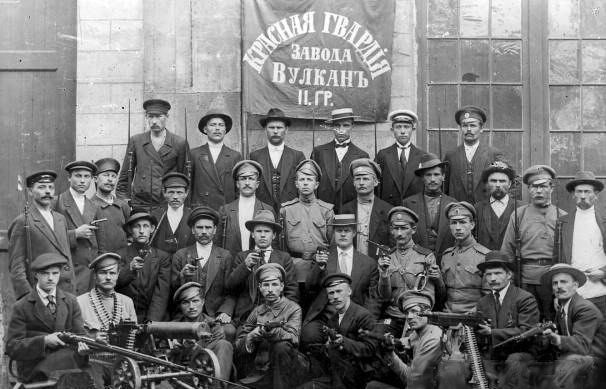
페트로그라드 불가타 공장의 붉은 근위대 부대

인민위원평의회는 스스로를 붉은 군대의 최고 수장으로 임명하고, 군대의 지휘와 행정을 군사문제 인민위원회와 이 인민위원회 내의 특별 전러시아 대학에 위임했다. 니콜라이 크릴렌코가 최고 사령관이었고, 알렉산드르 먀스니칸이 부사령관이었다. 니콜라이 포드보이스키는 전쟁 인민위원, 파벨 디벤코는 해군 인민위원이 되었다. 프로샨, 사모이스키, 스테인베르크도 인민위원으로 지정되었고, 위원회 국의 블라디미르 본치-브루예비치도 마찬가지였다. 1918년 2월 22일 볼셰비키와 좌파 사회혁명당의 합동 회의에서 크릴렌코는 다음과 같이 말했다.
"우리는 군대가 없다. 사기가 떨어진 병사들은 슈탈헬름이 지평선에 나타나는 것을 보자마자 공황 상태로 도주하여 포병, 수송대, 모든 군사 물자를 승승장구하는 적에게 버리고 있다. 붉은 근위대 부대는 파리처럼 쓸려나가고 있다. 우리는 적을 막을 힘이 없다. 즉각적인 평화 조약 체결만이 우리를 파멸에서 구할 것이다."

## 역사

### 러시아 내전

1918년부터 1922년까지 붉은 군대가 사용한 망치와 쟁기 모양의 콕케이드로, 이후 낫과 망치로 대체되었다.

러시아 내전 (1917–1923)은 세 시기로 나눌 수 있다.
1. 1917년 10월 – 1918년 11월, 10월 혁명부터 제1차 세계 대전 휴전까지. 볼셰비키 정부가 1917년 11월 전통적인 코사크 토지를 국유화하면서 돈강 지역에서 알렉세이 막시모비치 칼레딘 장군의 의용군 봉기가 촉발되었다. 1918년 3월의 브레스트-리토프스크 조약은 러시아 국내 정치를 악화시켰다. 전반적인 상황은 연합군의 러시아 내전 개입을 부추겼고, 12개 외국이 반볼셰비키 민병대를 지원하는 일련의 교전이 발생했으며, 그 중에는 체코슬로바키아 군단, 폴란드 제5소총사단, 친볼셰비키 붉은 라트비아 소총병 등이 포함되었다.
2. 1919년 1월 – 1919년 11월, 백군의 진격과 후퇴. 처음에는 백군이 성공적으로 진격했다. 남쪽에서는 안톤 데니킨 장군 지휘 아래, 동쪽에서는 알렉산드르 바실리예비치 콜차크 제독 지휘 아래, 북서쪽에서는 니콜라이 유데니치 장군 지휘 아래 진격했다. 백군은 각 전선에서 붉은 군대를 격퇴했다. 레프 트로츠키는 개편하고 반격했으며, 붉은 군대는 6월에 콜차크 제독의 군대를 격퇴하고 10월에는 데니킨 장군과 유데니치 장군의 군대를 격퇴했다.[15] 11월 중순까지 백군은 거의 완전히 지쳐 있었다. 1920년 1월 부됸니의 제1기병군이 로스토프나도누에 진입했다.
3. 1919년부터 1923년까지 잔여 충돌. 일부 외곽 전선에서는 2년 더 충돌이 계속되었고, 백군 잔여 병력은 1923년까지 러시아 극동에 남아 있었다.

내전 초기에 붉은 군대는 299개 보병 연대로 구성되었다. 레닌이 러시아 제헌 의회 (1918년 1월 5–6일)를 해산하고 소련 정부가 브레스트-리토프스크 조약 (1918년 3월 3일)을 체결하여 러시아가 제1차 세계 대전에서 탈퇴한 후 내전은 격화되었다. 국제 의무에서 벗어난 붉은 군대는 네스토르 마흐노가 이끄는 우크라이나 혁명반역군, 백군 및 적군에 반대하는 녹군, 패배한 임시 정부를 복원하려는 노력, 군주주의자들, 그러나 주로 여러 반사회주의 군사 연합의 백군을 포함한 다양한 반볼셰비키 세력과의 내전을 맞이했다. "붉은 군대의 날", 1918년 2월 23일은 두 가지 역사적 의미를 지닌다. 이날은 페트로그라드와 모스크바에서 징병제가 처음으로 시행된 날이자, 점령한 독일 육군 (독일 제국)에 맞서 처음으로 전투가 벌어진 날이다.
러시아 소비에트 연방 사회주의 공화국이 통제하는 붉은 군대는 옛 러시아 제국의 신생 독립국을 침공하고 합병하면서 독립 운동에 맞서 싸웠다. 여기에는 1918년 1월–2월, 1919년 1월–2월, 1920년 5월–10월에 걸쳐 우크라이나 인민공화국의 군대에 대한 세 번의 군사 작전이 포함되었다. 정복된 국가들은 이후 소련에 편입되었다.
1918년 6월, 레프 트로츠키는 붉은 군대에 대한 노동자 통제를 폐지하고, 장교 선출을 전통적인 군 계급으로 대체하며, 이의를 사형으로 처벌하는 법을 제정했다. 동시에 트로츠키는 옛 러시아 제국 육군의 장교들을 대거 모집하여 군사 고문 (보옌스페치)으로 고용했다. 볼셰비키는 때때로 이러한 신병들의 충성을 확보하기 위해 그들의 가족을 인질로 잡았다.:{{{1}}} 이 계획의 결과로, 1918년에는 장교의 75%가 전 차르주의자였다. 1920년 8월 중순까지 붉은 군대의 전 차르 인사에는 장교 48,000명, 행정관 10,300명, 부사관 214,000명이 포함되었다. 1922년 내전이 끝났을 때, 전 차르주의자들은 붉은 군대 사단 및 군단 지휘관의 83%를 차지했다.

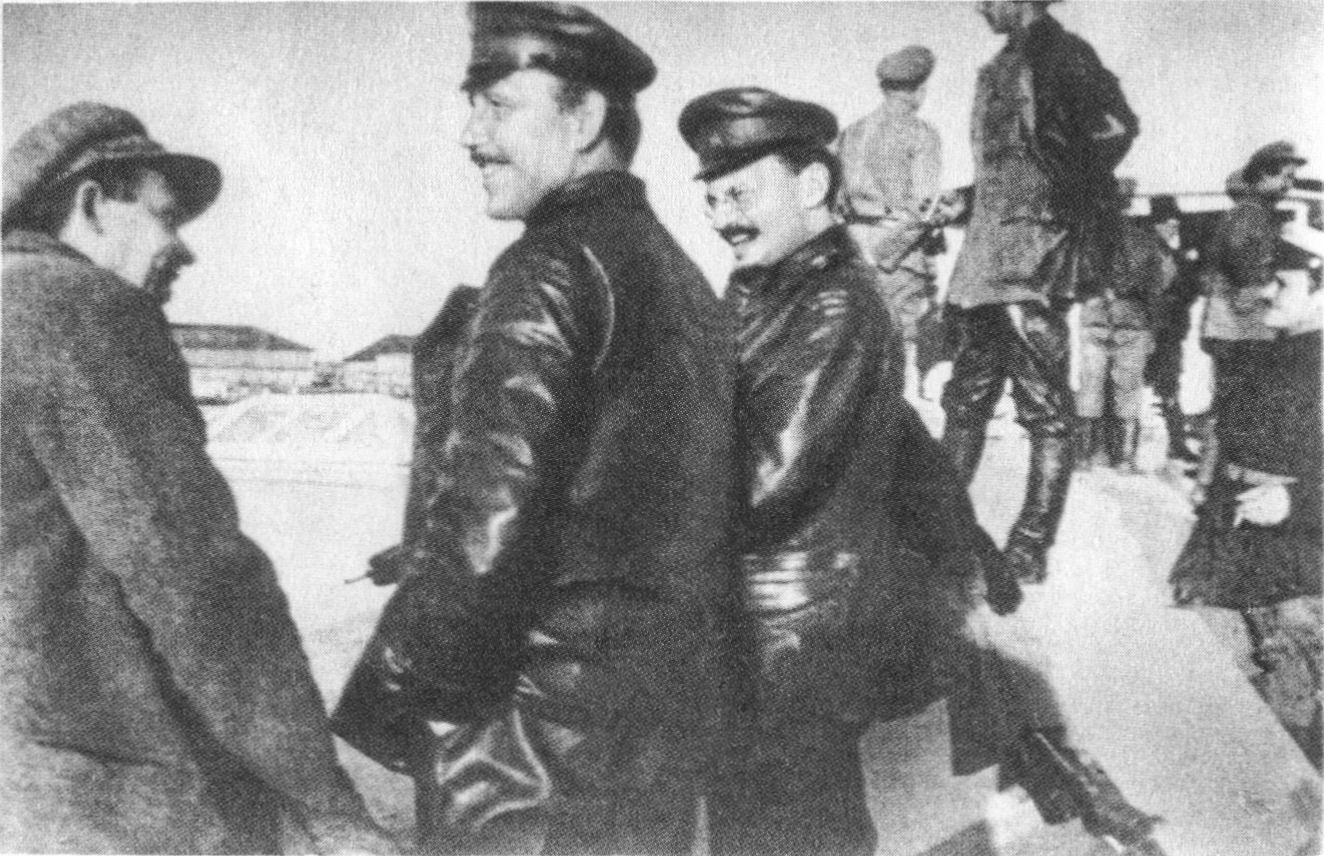
레프 트로츠키와 뎀얀 베드니, 1918년

1918년 9월, 볼셰비키 민병대는 공화국 혁명군사평의회(러시아어: Революционный Военный Совет)의 최고 지휘 아래 통합되었다. 초대 의장은 트로츠키였고, 초대 총사령관은 라트비아 소총병의 유쿰스 바치에티스였다. 1919년 7월에는 세르게이 카메네프로 교체되었다. 얼마 후 트로츠키는 붉은 군대 지휘관들에게 정치 및 군사 정보를 제공하기 위해 GRU (군사 정보 기관)를 설립했다. 트로츠키는 초기 붉은 근위대 조직과 붉은 근위대 민병대 및 체카 비밀경찰의 핵심 병력을 기반으로 붉은 군대를 창설했다. 징병제는 1918년 6월에 시작되었으며, 이에 대한 반대는 폭력적으로 진압되었다.:{{{1}}} 다민족 및 다문화 붉은 군대 병력을 통제하기 위해 체카는 반공주의자, 탈영병, "국가의 적"을 진압하는 특별 징벌 부대를 운영했다.

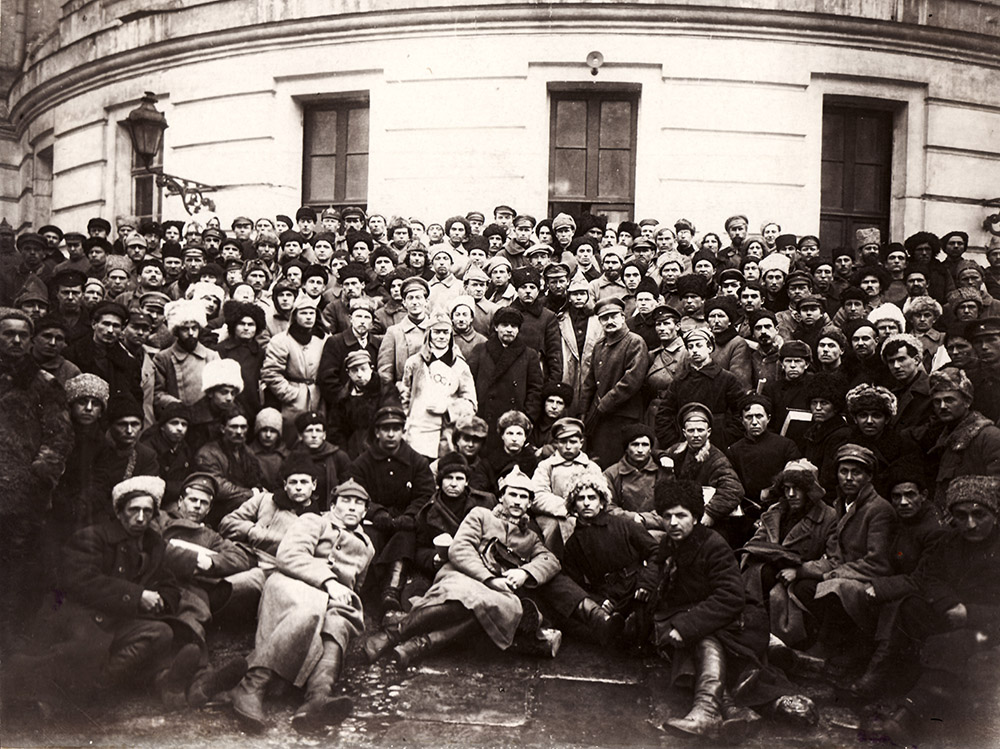
블라디미르 레닌, 클리멘트 보로실로프, 레프 트로츠키 및 병사들, 페트로그라드, 1921년

1919년, 트로츠키의 가혹한 조치로 총 837,000명의 징병 회피자와 탈영병 중 612명의 "강력한" 탈영병이 처형되었다. 피게스에 따르면, "탈영병의 대다수(대부분 "의지박약"으로 등록됨)는 군 당국에 넘겨져 후방 군대 중 하나 또는 직접 전선으로 이동하기 위한 부대로 편성되었다." 심지어 "악의적인" 탈영병으로 등록된 자들도 증원 요청이 절박해지자 다시 군대로 돌아왔다." 포지스는 또한 붉은 군대가 탈영에 대한 징벌 조치를 금지하기 위해 사면 주간을 시행했으며, 이는 98,000~132,000명의 탈영병이 자발적으로 군대로 복귀하도록 장려했다고 언급했다.
붉은 군대는 둥간족 마가자 마산치가 지휘하는 둥간 기병 연대와 같은 소수민족을 위한 특별 연대를 사용했다. 또한 1919년부터 1925년까지 볼셰비키 당 성향의 무장 자원부대인 특수 목적 부대와 협력했다.
"권고, 조직, 보복"이라는 슬로건은 붉은 군대의 전술적, 전략적 성공을 보장하는 데 도움이 된 규율과 동기를 표현했다. 작전 중에는 파견된 체카 특수 징벌 부대가 탈영병과 나태한 자들을 즉결 군사법원에 회부하고 처형했다. 얀 카를로비치 베르진 정치위원이 지휘하는 부대는 탈영병의 마을에서 인질을 잡아 항복을 강요했다. 복귀하는 자 중 10명 중 1명은 처형되었다. 동일한 전술은 붉은 군대가 통제하는 지역의 농민 반란을 진압하는 데도 사용되었으며, 이 중 가장 큰 반란은 탐보프 반란이었다. 소련은 정치지도원을 여단 및 연대급에 배치하여 붉은 군대 내의 다양한 정치적, 민족적, 국가적 집단의 충성을 강요했다. 정치지도원들은 또한 지휘관들의 정치적 부적절함을 감시하는 임무도 맡았다. 1918년 8월, 트로츠키는 미하일 투하쳅스키 장군에게 정치적으로 신뢰할 수 없는 붉은 군대 부대 뒤에 독전대를 배치하여 허가 없이 후퇴하는 자는 누구든지 사살하도록 승인했다. 1942년, 대조국전쟁 (1941–1945) 중 이오시프 스탈린은 명령 제227호를 통해 차단 정책과 죄수부대를 재도입했다.
1919년, 안나 노비코바는 모스크바의 보병 지휘관 학교에 입학했다. 군사 훈련을 마친 후, 그녀는 붉은 군대 전투 부대를 지휘한 최초의 여성이 되었다. 1920년, 그녀는 장갑열차에서 싸웠다.

### 소비에트-폴란드 전쟁과 전조

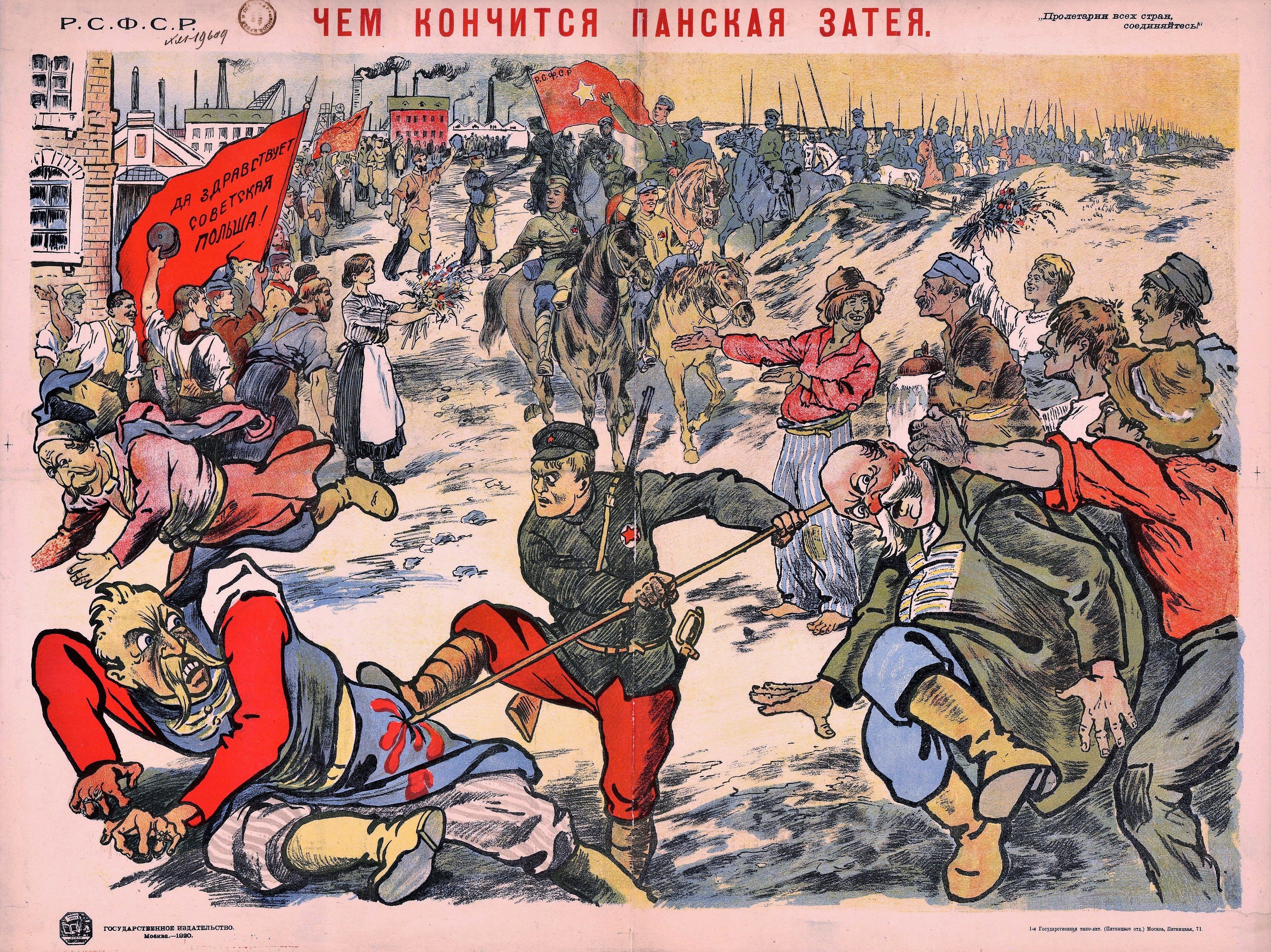
1920년의 반폴란드 소련 선전 포스터

소비에트 서부 공세 (1918년-1919년)는 제1차 세계 대전의 여파로 독일로 철수하던 오베르 오스트 주둔군이 버려둔 지역으로 소련이 전반적으로 이동하던 시기와 동시에 발생했다. 이는 1919년–1921년 소비에트-폴란드 전쟁으로 이어졌고, 붉은 군대는 폴란드를 침공하여 1920년에는 폴란드 중앙부까지 도달했지만, 이후 바르샤바 전투 (1920년)에서 큰 패배를 겪으며 전쟁은 끝났다. 폴란드 작전 동안 붉은 군대는 약 650만 명의 병력을 보유했지만, 그 중 상당수는 군대가 지원하기 어려웠으며, 서부 및 남서부 두 전선에서 약 581,000명이 작전 중이었다. 약 250만 명의 남녀가 예비군으로 내륙에서 동원되었다.

### 재편성
소련 공산당 (볼셰비키)의 제11차 당 대회(RCP (b))는 붉은 군대의 강화에 대한 결의안을 채택했다. 당은 군대에 엄격하게 조직된 군사, 교육, 경제적 조건을 확립하기로 결정했다. 그러나 1,600,000명의 군대는 부담이 될 것으로 인식되었다. 1922년 말, 당 대회 이후 당 중앙위원회는 붉은 군대를 800,000명으로 축소하기로 결정했다. 이 축소는 붉은 군대 구조의 재편성을 필요로 했다. 최고 군사 단위는 두세 개의 사단으로 구성된 군단이 되었다. 사단은 세 개의 연대로 구성되었다. 독립 단위로서의 여단은 폐지되었다. 부대들의 소총군단 편성이 시작되었다.

### 1920년대와 1930년대의 교리 발전

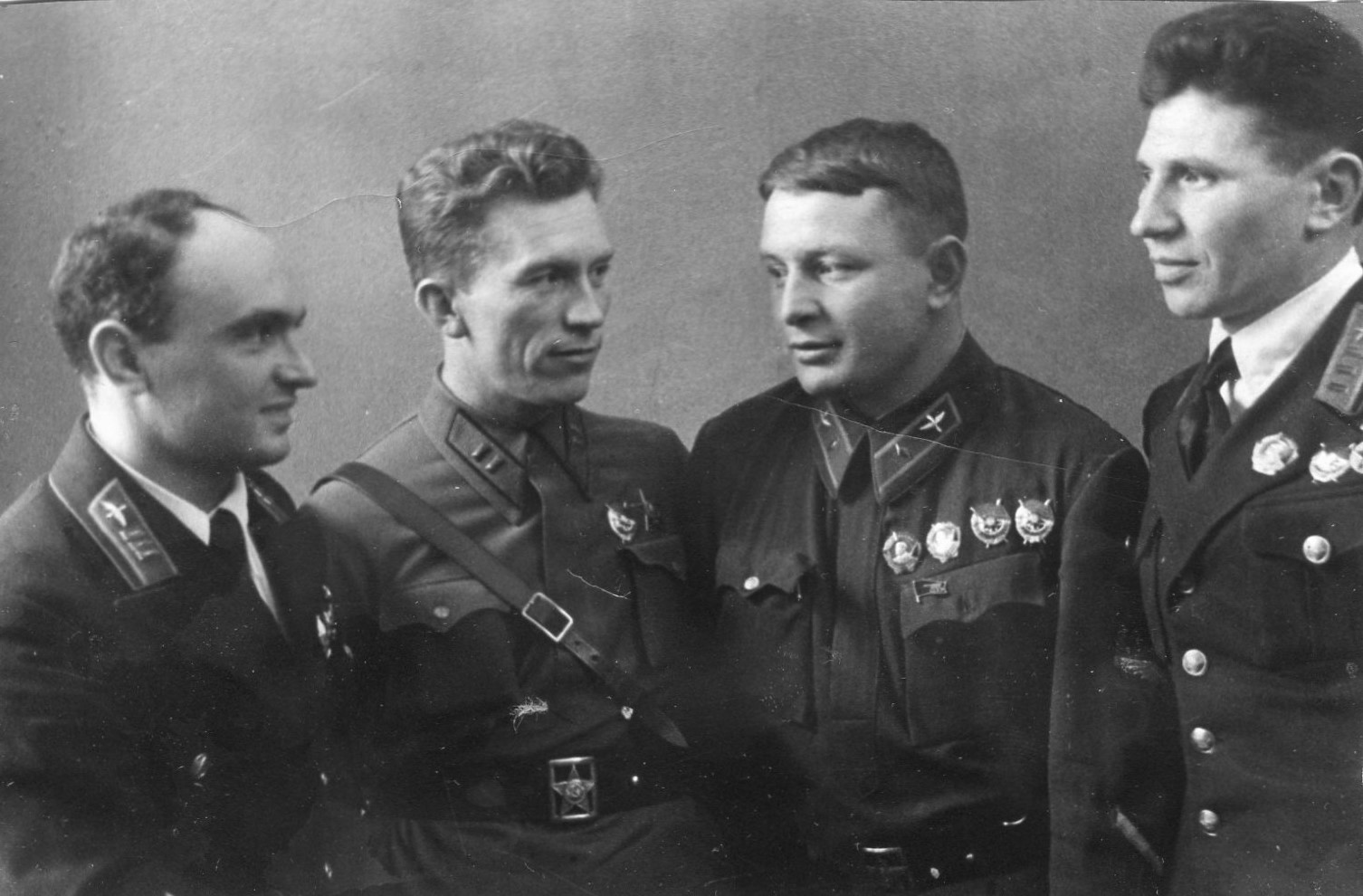
소련 장교들, 1938년

4년간의 전쟁 끝에 붉은 군대가 1920년 남부에서 표트르 브란겔 남작을 격파함으로써 1922년 12월 소련의 건국이 가능해졌다. 역사가 존 에릭슨은 1924년 2월 1일 미하일 프룬제가 붉은 군대 참모부장이 된 것을 총참모부가 소련군 계획 및 작전을 지배하게 된 시점으로 보고 있다. 1924년 10월 1일까지 붉은 군대의 병력은 530,000명으로 감소했다. 소련군 사단 목록 1917-1945는 그 시기 붉은 군대의 편성을 상세히 기술한다.
1920년대 후반과 1930년대 내내 소련 군사 이론가들은 미하일 투하쳅스키 원수를 필두로 종심작전이론을 개발했는데, 이는 소비에트-폴란드 전쟁과 러시아 내전에서의 경험의 직접적인 결과였다. 승리를 달성하기 위해 종심 작전은 적 지상군의 깊이 전체에 걸쳐 동시에 병렬 공격을 감행하는 군단 및 야전군 규모 부대의 동시 기동을 상정하여 치명적인 방어 실패를 유도한다. 종심 전투 교리는 항공전과 기갑의 진격에 의존하며, 기동전이 빠르고 효율적이며 결정적인 승리를 제공할 것이라는 기대를 바탕으로 한다. 투하쳅스키 원수는 항공전이 "보병, 대포, 기타 병과의 사정거리 밖 목표물에 사용되어야 한다. 최대의 전술적 효과를 위해 항공기는 시간과 공간에 집중하여 집중적으로, 가장 높은 전술적 중요성을 지닌 목표물에 사용되어야 한다"고 말했다.
"붉은 군대에 스탈린은 끔찍한 타격을 가했다. 최근의 사법 날조로 인해 군대는 여러 차례 위상이 추락했다. 소비에트 방위의 이익은 지배 집단의 자기 보존이라는 이익에 희생되었다."
붉은 군대 종심 작전은 1929년 야전 규정에서 처음으로 공식적인 표현을 찾았고 1936년 임시 야전 규정 (PU-36)에 법제화되었다. 1937–1939년의 대숙청과 1941년 붉은 군대 숙청은 투하쳅스키 자신과 그의 추종자들을 포함한 많은 붉은 군대 주요 장교들을 해임시켰고, 이 교리는 폐기되었다. 따라서 1938년 하산호 전투와 1939년 할힌골 전투 (일본 제국 육군과의 주요 국경 분쟁)에서는 이 교리가 사용되지 않았다. 제2차 세계 대전에서야 종심 작전이 다시 등장했다.

### 중국-소련 분쟁
붉은 군대는 중화민국 (1912년~1949년)에서 중국-소련 분쟁 (1929년), 백군 지원을 받은 신장 침공 (1934년), 신장 이슬람 반란 (1937년) 등 시베이에서의 무력 분쟁에 개입했다. 붉은 군대는 목표를 달성했고, 만주의 동청 철도에 대한 효과적인 통제권을 유지했으며, 친소 정권을 신장 위구르 자치구에 성공적으로 수립했다.

### 소련-일본 국경 분쟁

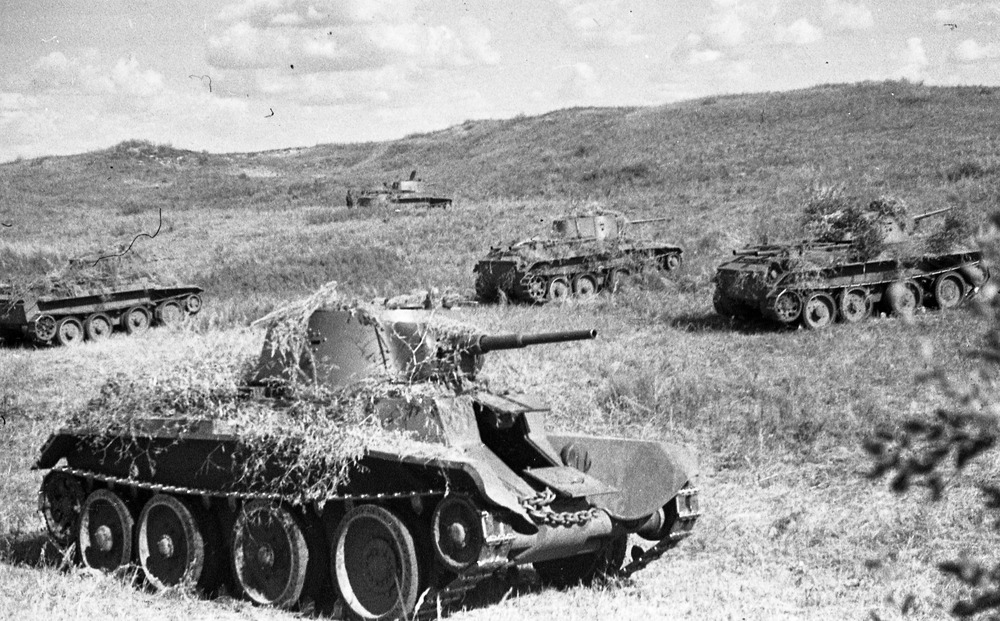
할힌골 전투, 1939년 8월 당시 소련 전차

소련-일본 국경 분쟁은 1932년부터 1939년까지 소련과 일본 제국 사이에 벌어진 일련의 크고 작은 분쟁이었다. 일본이 둥베이로 확장하면서 일본 통제 지역과 러시아 극동 및 몽골 사이에 공통 국경이 생겼다. 소련과 일본은 각각의 괴뢰정권인 몽골 인민공화국과 만주국을 포함하여 국경을 놓고 분쟁을 벌였고, 상대방이 국경을 침범했다고 비난했다. 이는 1938년 하산호 전투를 포함한 일련의 격화되는 국경 분쟁과 토벌로 이어졌고, 결국 1939년 9월 할힌골 전투에서 붉은 군대가 일본과 만주국에 대한 소련-몽골 연합군의 승리를 달성하며 절정에 달했다. 소련과 일본은 휴전에 합의했다. 이후 양측은 1941년 4월 13일 소련-일본 중립 조약을 체결하여 분쟁을 해결하고 국경을 원상태로 되돌렸다.

### 겨울 전쟁과 핀란드

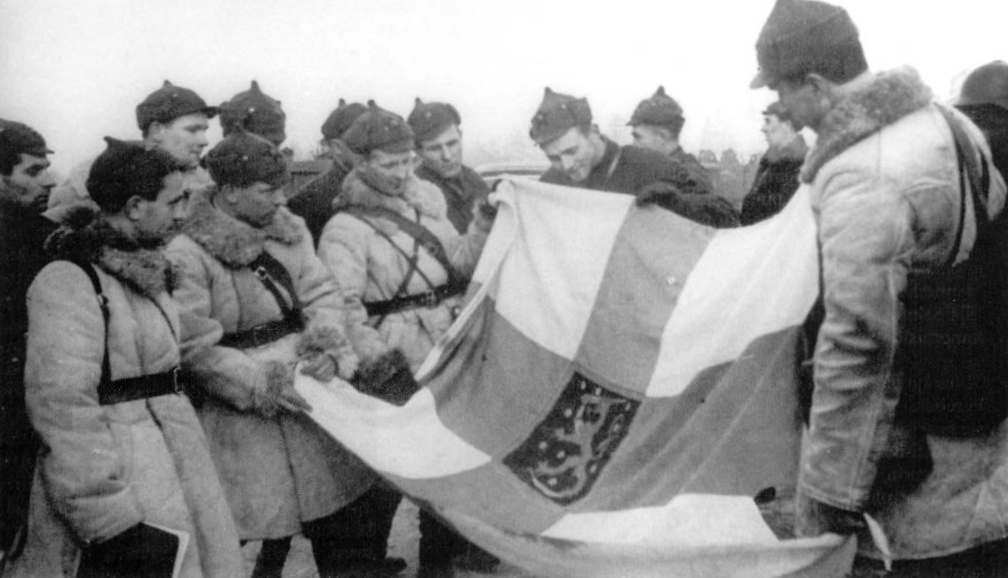
붉은 군대 병사들이 1940년 3월에 노획한 핀란드 깃발을 들고 있다

겨울 전쟁(핀란드어: 탈비소타, 스웨덴어:  핀스카 빈테르크리게트, 러시아어: 지므냐야 보이나)는 소련과 핀란드 사이의 전쟁이었다. 이는 제2차 세계 대전 발발 3개월 후이자 소련의 폴란드 침공 이후인 1939년 11월 30일 소련의 공세로 시작되었다. 국제연맹은 이 공격을 불법으로 규정하고 1939년 12월 14일 소련을 추방했다.
세묜 티모셴코가 이끄는 소련군은 핀란드군의 3배에 달하는 병력, 30배에 달하는 항공기, 100배에 달하는 전차를 보유했다. 그러나 붉은 군대는 소련 지도자 이오시프 스탈린의 1937년 대숙청으로 인해 전쟁 발발 직전에 군대의 사기와 효율성이 저하되었다. 30,000명 이상의 장교가 처형되거나 투옥되었으며, 대부분이 최고 계급이었기 때문에 1939년 붉은 군대에는 경험이 부족한 고위 장교들이 많았다.:56 이러한 요인들과 핀란드군의 높은 헌신과 사기로 인해 핀란드는 소련이 예상했던 것보다 훨씬 오랫동안 소련의 침공에 저항할 수 있었다. 핀란드군은 전쟁 첫 3개월 동안 붉은 군대에 엄청난 손실을 입혔고, 자신들은 거의 손실을 입지 않았다.:79–80
적대 행위는 1940년 3월 모스크바 평화 조약 체결로 중단되었다. 핀란드는 전쟁 전 영토의 9%와 경제 자산의 30%를 소련에 양도했다. 전선에서의 소련군 손실은 막대했으며, 소련의 국제적 명성은 손상되었다. 소련군은 핀란드 완전 정복이라는 목표를 달성하지 못했지만, 카렐리야, 페차모, 살라 지역을 차지했다. 핀란드군은 주권을 유지하고 국제적 명성을 높였으며, 이는 1941년부터 1944년까지 핀란드와 독일이 소련에 맞서 싸운 계속 전쟁에서 그들의 사기를 북돋웠다.

### 제2차 세계 대전 ("대조국전쟁")

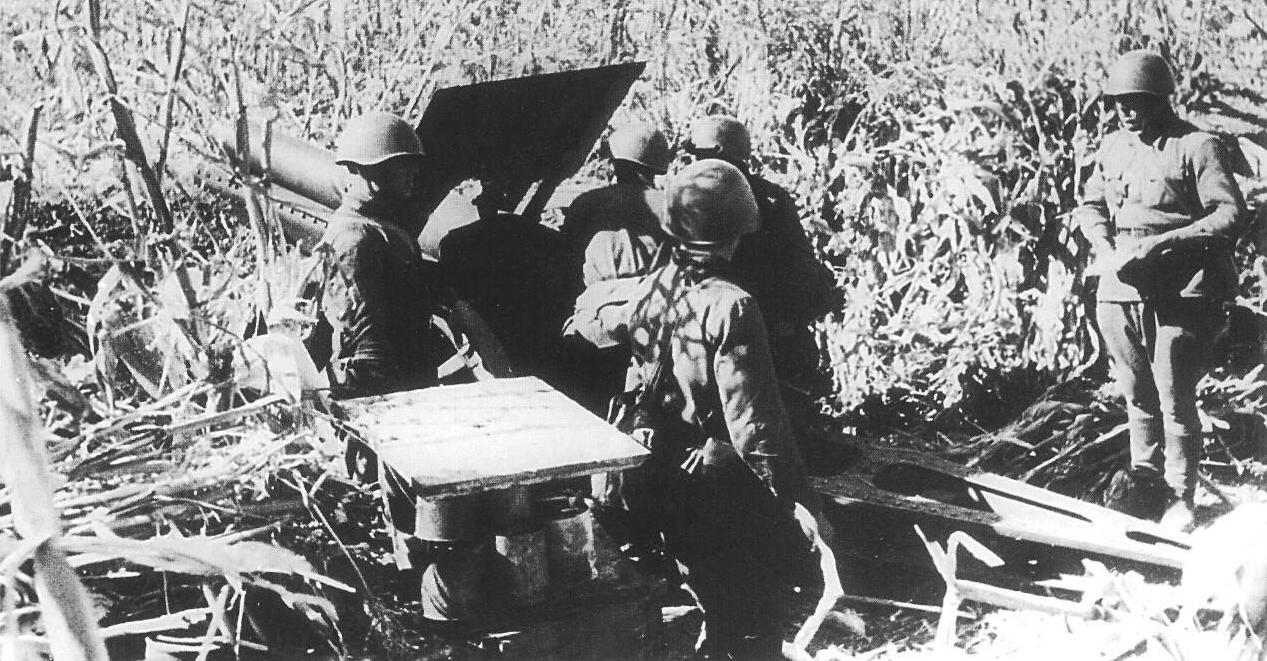
오데사 포위전 (1941년), 1941년 7월 당시 소련 포병대원

1939년 8월 23일 독일-소련 불가침 조약에 따라, 붉은 군대는 1939년 9월 17일 나치 독일의 1939년 9월 1일 침공 이후 폴란드를 침공했다. 11월 30일, 붉은 군대는 1940년 겨울 전쟁에서 핀란드도 공격했다. 1940년 가을, 폴란드 점령 후 나치 독일은 소련과 광범위한 국경을 공유했으며, 이들은 불가침 조약과 무역 협정으로 중립 관계를 유지했다. 독소 불가침 조약의 또 다른 결과는 소련의 베사라비아·북부코비나 점령이었으며, 이는 1940년 6월–7월 남부전선군에 의해, 그리고 발트 3국 점령에 의해 수행되었다. 이러한 정복은 또한 소련이 나치 통제 지역과 공유하는 국경을 증가시켰다. 아돌프 히틀러에게 이러한 상황은 딜레마가 아니었다. 왜냐하면 드랑 나흐 오스텐("동방으로의 진출") 정책이 비밀리에 유지되었고, 1940년 12월 18일 바르바로사 작전으로 명명된 21호 지시로 정점에 달했으며, 이는 1941년 2월 3일 승인되어 1941년 5월 중순으로 예정되었다.

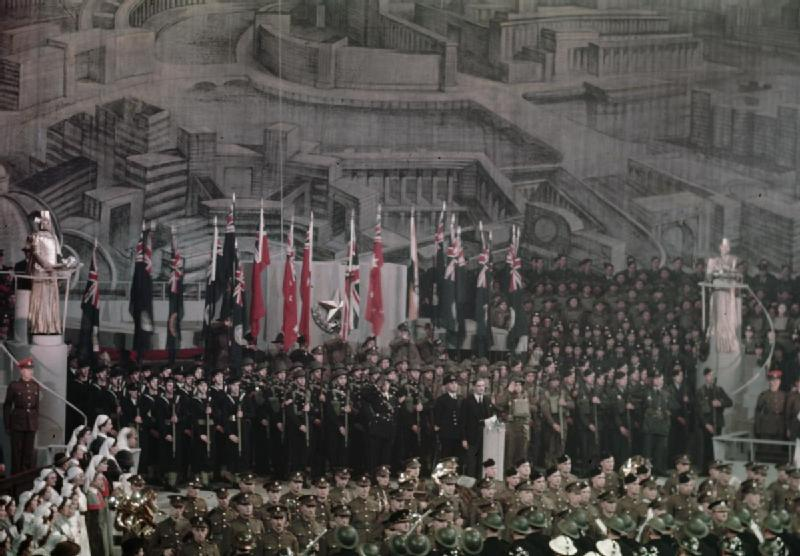
1943년 2월 런던 로열 앨버트 홀에서 붉은 군대에 대한 경례

1941년 6월 독일이 바르바로사 작전으로 소련을 침공했을 때, 붉은 군대의 지상군은 303개 사단과 22개 별개 여단 (550만 명의 병사)을 보유했으며, 이 중 166개 사단과 여단 (260만 명)은 서부 군사 지구에 주둔하고 있었다. 동부 전선 (제2차 세계 대전)에 배치된 추축국 병력은 181개 사단과 18개 여단 (300만 명의 병사)으로 구성되었다. 북서부 전선군, 서부 전선군, 남서부 전선군의 세 전선군이 소련 서부 국경 방어를 담당했다. 대조국전쟁 (러시아에서는 이렇게 불린다) 초기 몇 주 동안 독일 국방군은 많은 붉은 군대 부대를 격파했다. 붉은 군대는 수백만 명의 병사를 포로로 잃었고, 전쟁 전 장비의 대부분을 잃었다. 스탈린은 동원을 늘렸고, 1941년 8월 1일까지 전투에서 46개 사단을 잃었음에도 불구하고 붉은 군대의 병력은 401개 사단이었다.
소련군은 다양한 정보통으로부터 수많은 경고를 받았음에도 불구하고 명백히 준비되지 않았다. 그들은 평범한 장교, 부분적인 동원, 불완전한 재편성 때문에 현장에서 많은 피해를 입었다. 서둘러 진행된 전쟁 전 군사력 확장과 경험이 부족한 장교들의 과도한 승진(대숙청으로 인해 경험 많은 장교들이 숙청되었기 때문)은 전투에서 독일 국방군에 유리하게 작용했다.:{{{1}}} 추축국의 수적 우세로 인해 전투 병력의 사단별 병력은 거의 동등했다. 소련 지휘관 세대(특히 게오르기 주코프)는 패배를 통해 배웠고, 모스크바 공방전, 스탈린그라드 전투, 쿠르스크 전투, 그리고 나중에 바그라티온 작전에서의 소련의 승리는 결정적이었다.

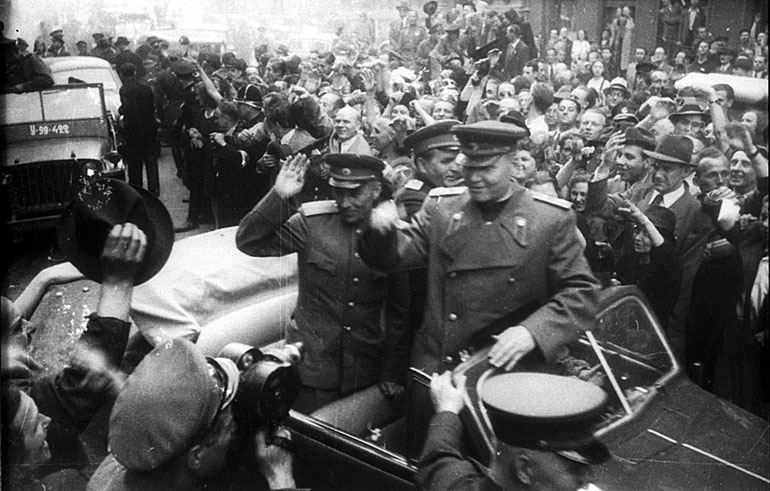
이반 코네프가 1945년 5월 붉은 군대의 프라하 점령 당시 손을 흔드는 모습

1941년, 소련 정부는 피 흘리는 붉은 군대의 사기를 높이기 위해 조국과 민족 방어를 강조하는 선전을 활용했으며, 외국 침략자에 맞선 러시아의 용기와 용맹의 역사적 모범을 활용했다. 반나치 대조국전쟁은 나폴레옹 보나파르트에 맞선 러시아 원정과 엮였고, 알렉산드르 넵스키와 미하일 쿠투조프와 같은 역사적인 러시아 군사 영웅들이 등장했다. 러시아 정교회에 대한 탄압은 일시적으로 중단되었고, 사제들은 전투 전에 무기를 축복하는 전통을 되살렸다.
붉은 군대 지휘관의 주도권을 장려하기 위해 소련 공산당은 일시적으로 정치지도원을 폐지하고, 공식적인 군사 계급과 훈장을 재도입했으며, 근위부대 개념을 도입했다. 특히 영웅적이거나 뛰어난 성과를 낸 부대는 근위대 칭호를 얻었으며 (예: 제1근위특수소총군단, 제6근위전차군), 이는 우수한 훈련, 물자, 급여를 나타내는 엘리트 지정이었다. 처벌도 사용되었다. 태만자, 게으름뱅이, 자해로 전투를 회피하는 자들, 겁쟁이, 도둑, 탈영병은 구타, 강등, 바람직하지 않거나 위험한 임무, 그리고 내무인민위원부 징벌 부대에 의한 즉결 처형으로 징계받았다.

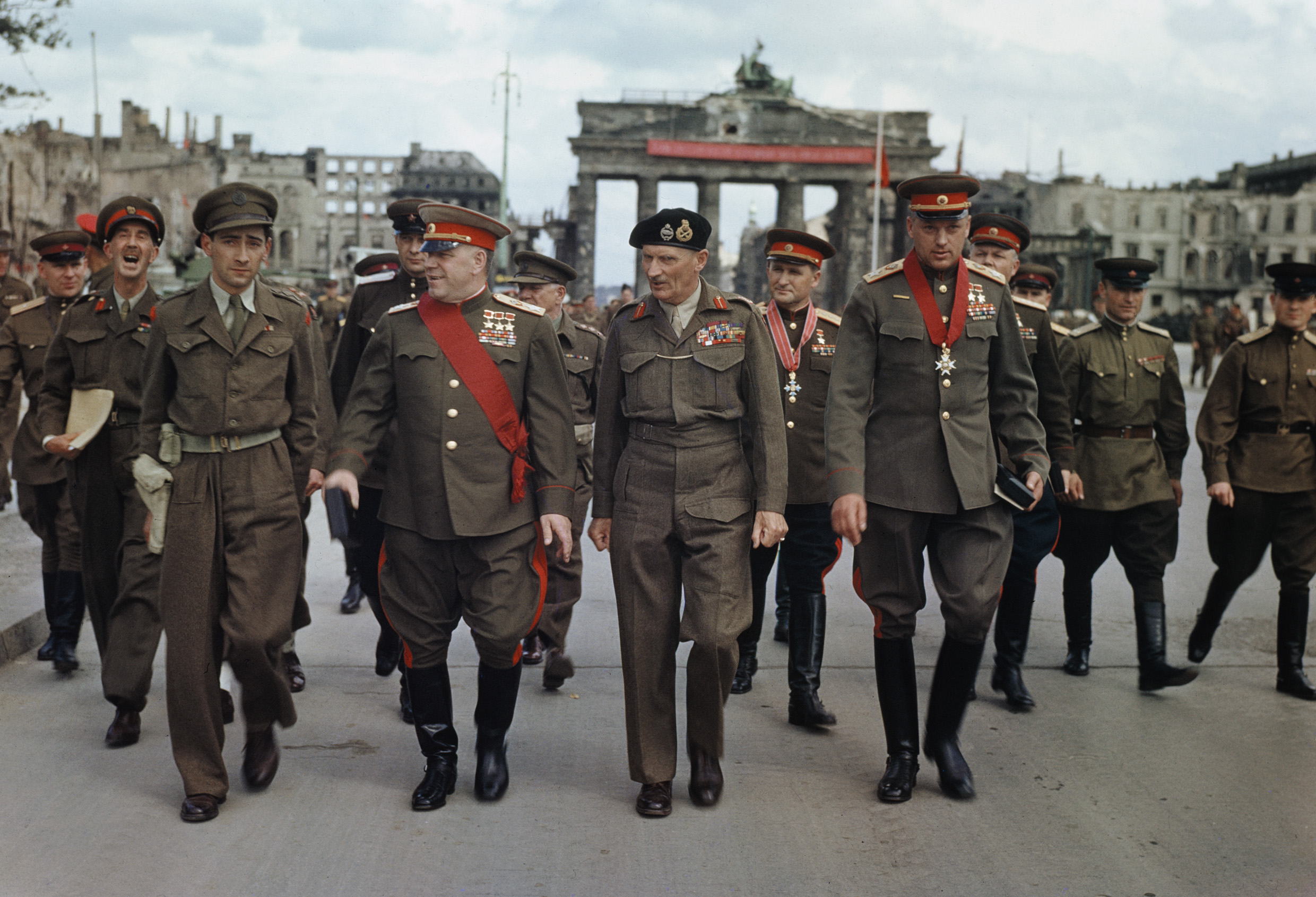
1945년 5월 브란덴부르크 문을 떠나는 주코프 원수와 로코솝스키 원수, 그리고 소콜롭스키 장군. 이들은 몽고메리 원수로부터 훈장을 받았다.

동시에 오소비스트 (내무인민위원부 군사 방첩 요원)는 붉은 군대의 핵심 인물이 되었고, 그가 소속된 부대의 모든 병사(거의 모든) 장교의 생명을 사형에 처하거나 살릴 수 있는 권한을 가졌다. 1942년, 스탈린은 굴라크 수감자, 소련 포로, 불명예스러운 병사, 탈영병으로 구성된 죄수부대를 조직하여 나치 지뢰밭을 제거하는 등 위험한 전선 임무를 맡겼다. 위험을 고려할 때, 최대 형량은 3개월이었다. 마찬가지로, 독일 국방군에 의해 포로로 잡힌 붉은 군대 병력에 대한 소련의 처우는 특히 가혹했다. 1941년 스탈린 지시에 따르면, 붉은 군대 장교와 병사들은 항복하기보다는 "최후까지 싸워야" 했다. 스탈린은 "소련 포로는 없고, 오직 반역자만 있다"고 말했다. 제2차 세계 대전 중 및 전후 해방된 포로들은 특별한 "여과 캠프"로 보내졌다. 이들 중 1944년까지 90% 이상이 석방되었고, 약 8%는 체포되거나 죄수부대에서 복무하도록 선고받았다. 1944년에는 내무인민위원부의 허가를 받기 위해 직접 예비 군사 편대로 보내졌다. 또한 1945년에는 송환된 포로 및 기타 실향민을 위한 약 100개의 여과 캠프가 설치되었고, 이는 400만 명 이상을 처리했다. 1946년까지 민간인 80%와 포로 20%가 해방되었고, 민간인 5%와 포로 43%가 재징집되었으며, 민간인 10%와 포로 22%가 노동 대대로 보내졌고, 민간인 2%와 포로 15%(총 1,539,475명 중 226,127명)는 굴라크로 이송되었다.

1945년 5월 독일 의사당 위에 게양된 붉은 군대 승리 깃발

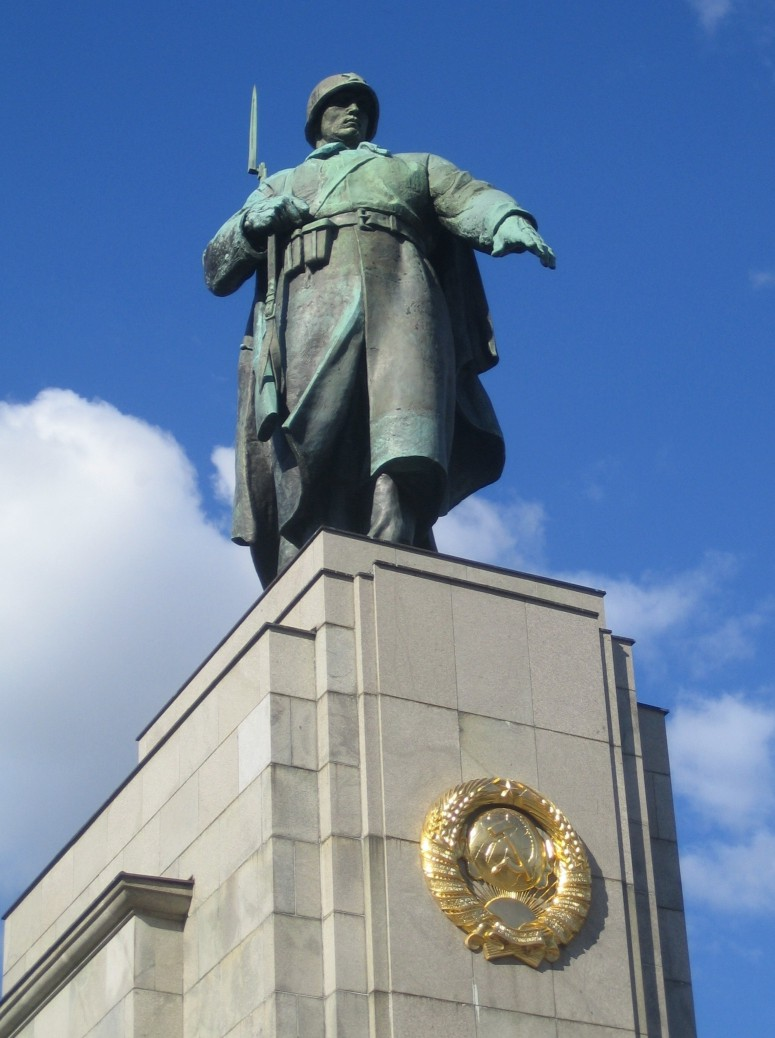
소비에트 전쟁 기념물 (티어가르텐), 베를린

대조국전쟁 동안 붉은 군대는 전쟁 시작 당시 현역 병력 4,826,907명 외에 29,574,900명의 남성을 징병했다. 이 총 34,401,807명 중 6,329,600명이 작전 중 사망, 555,400명이 질병으로 사망, 4,559,000명이 작전 중 실종 (대부분 포로)되었다. 실종된 450만 명 중 939,700명은 이후 해방된 소련 영토에서 다시 군대에 합류했고, 1,836,000명은 독일군 포로에서 돌아왔다. 따라서 총 손실은 8,668,400명에 달했다. 이는 공식적인 총 사망자 수이지만, 다른 추정치에 따르면 총 사망자 수는 거의 1,100만 명에 달하며, 이 중 770만 명이 전사 또는 실종되었고 260만 명이 포로로 사망했다(총 520만 명의 포로 중). 여기에 40만 명의 준군사 및 소련 파르티잔 손실이 포함된다. 러시아 러시아 국방부 중앙 기록 보관소 (CDMA) 관계자들은 자신들의 데이터베이스에 약 1,400만 명의 사망 및 실종 군인의 이름이 등재되어 있다고 주장한다. 포로를 제외한 대부분의 손실은 러시아인 (5,756,000명)이었고, 다음으로 우크라이나인 (1,377,400명)이었다. 동원된 3,400만 명 중 최대 800만 명은 비슬라브계 소수민족 병사였으며, 1941년부터 1943년까지 국가 소수민족으로 구성된 약 45개 사단이 복무했다.
동부 전선에서 독일군의 손실은 1937년 국경 내에서 추정되는 전사/실종 3,604,800명에 1937년 국경 밖의 독일계 및 오스트리아계 900,000명을 더한 수치이다(이 수치에는 전쟁 후 실종되거나 행방불명된 것으로 기록된 병사 포함).:{{{1}}} 그리고 포로로 보고된 3,576,300명(총 8,081,100명)이 있었다. 동부 전선에서 독일 위성국의 손실은 전사/실종 668,163명과 포로 799,982명(총 1,468,145명)에 달했다. 이 9,549,245명 중 소련은 전쟁 후 3,572,600명을 석방했으며, 따라서 추축국의 총 손실은 추정치 5,976,645명에 달했다.:{{{1}}} 포로와 관련하여 양측은 많은 인원을 포로로 잡았고, 많은 이들이 수용소에서 사망했다. 최근 영국의 한 통계에 따르면 600만 명의 소련군 포로 중 360만 명이 독일군 수용소에서 사망한 반면, 300만 명의 독일군 포로 중 30만 명이 소련군에 의해 사망했다.

#### 결점
1941년, 독일군의 소련 초기 공중 및 지상 공격의 빠른 진행은 붉은 군대의 병참 지원을 어렵게 만들었다. 많은 보급창 (그리고 소련의 산업 제조 기지 대부분)이 침공당한 서부 지역에 있었기 때문에 우랄 산맥 동쪽으로 재설립해야 했다. 무기대여법에 따른 미국산 트럭과 지프 (자동차)가 1942년에 대량으로 나타나기 시작했다. 그때까지 붉은 군대는 종종 무기, 차량 및 기타 장비 없이 즉흥적으로 행동하거나 지내야 했다. 1941년 제조 능력을 우랄 산맥 동쪽으로 물리적으로 이동하기로 한 결정은 소련의 주요 지원 시스템을 독일군의 손이 닿지 않는 곳에 유지시켰다. 전쟁 후반기에는 붉은 군대가 특히 대포와 전차 등 일부 뛰어난 무기를 보유하게 되었다. 붉은 군대의 중형 KV 전차와 중형 T-34 전차는 대부분의 독일 국방군 장갑차보다 우수했지만, 1941년에는 대부분의 소련 전차 부대가 구식이고 열등한 모델을 사용했다.

#### 무기대여법
붉은 군대는 미국의 재정적 및 물질적 지원을 받았다. 총 110억 달러 (2020년 화폐 가치로 1,800억 달러) 상당의 물자가 무기대여법을 통해 소련으로 전달되었다. 여기에는 400,000대 이상의 지프와 트럭, 12,000대의 장갑차 (7,000대의 전차 포함, 이 중 약 1,386대는 M3 리였고 4,102대는 M4 셔먼이었다), 14,015대의 항공기 (이 중 4,719대는 벨 P-39 에어라코브라, 2,908대는 더글러스 A-20 해벅, 2,400대는 벨 P-63 킹코브라) 및 175만 톤의 식량이 포함되었다.

#### 전시 강간
소련군 병사들은 점령 지역, 특히 독일에서 대규모 강간을 저질렀다. 전시 성폭력 이후 수십 년 동안 침묵이 이어졌다. 역사가 안토니 비버에 따르면, 그의 책은 2015년 일부 러시아 학교와 대학에서 금서로 지정되었는데, 내무인민위원부 (소련 비밀 경찰) 파일은 지도부가 무슨 일이 일어나고 있는지 알고 있었지만 이를 막기 위해 거의 아무것도 하지 않았음을 보여준다. 강간을 저지른 것은 종종 후방 부대였다. 올레그 르제셰프스키 교수에 따르면, "4,148명의 붉은 군대 장교와 많은 사병들이 잔학 행위를 저지른 혐의로 처벌받았다." 전쟁 및 점령 기간 동안 소련군에게 강간당한 독일 여성 및 소녀의 정확한 수는 불확실하지만, 역사가들은 그 수가 수십만 명에 달하며, 최대 200만 명에 이를 수도 있다고 추정한다.

### 소련-일본 전쟁 (1945)
소련은 독일의 항복을 "대조국전쟁"의 종결로 간주했지만, 앞서 얄타 회담에서 소련은 유럽에서의 전쟁 종결 후 3개월 이내에 제2차 세계 대전의 태평양 전쟁 부분에 참전하기로 동의했다. 이 약속은 1945년 7월에 열린 포츠담 회담에서 재확인되었다.
붉은 군대는 1945년 8월 9일 (첫 번째 원자폭탄 히로시마 투하 3일 후이자 두 번째 원자폭탄 나가사키 투하 당일, 그리고 독일 항복 정확히 3개월 후) 만주 전략공세작전을 시작했다. 이는 1932–1939년 소련-일본 국경 분쟁 이후 거의 6년간의 평화 끝에 소련과 일본 제국 간의 적대 행위를 재개한 소련-일본 전쟁의 가장 큰 작전이었다. 몽골군 지원을 받은 붉은 군대는 일본의 관동군과 그들을 지원하는 지역 중국군을 압도했다. 소련군은 대륙으로 진격하여 일본의 괴뢰정권인 만주국, 몽강연합자치정부 (현재의 내몽골 자치구 북동부 지역으로 또 다른 괴뢰정권의 일부였다), 그리고 상륙 작전을 통해 한국 북부 지역을 점령했다. 다른 붉은 군대 작전에는 남사할린 침공 (1905년 러일 전쟁 이후 러시아가 일본에게 잃었던 사할린섬의 일본 영토)과 쿠릴 열도 상륙 작전이 포함되었다. 쇼와 천황은 8월 15일 일본의 항복을 발표했다. 관동군 사령관은 다음 날 항복을 명령했지만, 일부 일본 부대는 며칠 더 싸웠다. 일본에서 두 번째로 큰 섬인 홋카이도에 대한 소련의 홋카이도 침공 계획은 원래 점령될 영토의 일부로 계획되었지만 취소되었다.

## 행정
10월 혁명 이후 군사 행정은 블라디미르 안토노프-오프세옌코, 파벨 디벤코, 니콜라이 크릴렌코로 구성된 집단 위원회가 이끄는 전쟁 및 해군 인민위원회에서 맡았다. 동시에 알렉산드르 케렌스키가 러시아에서 도피한 후 니콜라이 두호닌이 최고 사령관 대행을 맡고 있었다. 1917년 11월 12일 소련 정부는 크릴렌코를 최고 사령관으로 임명했으며, 최고 사령관의 강제 해임 중 발생한 "사고"로 인해 두호닌은 1917년 11월 20일 사망했다. 니콜라이 포드보이스키는 전쟁 인민위원으로 임명되었고, 디벤코는 해군 인민위원 직을 유지했으며, 오프세옌코는 1917년 11월 28일 러시아 남부 원정군을 맡았다. 볼셰비키는 또한 러시아 제국 육군의 전선 사령관을 교체하기 위해 자신들의 대표를 파견했다.
1918년 3월 3일 브레스트-리토프스크 조약 체결 후, 소련군 행정에 대규모 재편이 이루어졌다. 1918년 3월 13일, 소련 정부는 크릴렌코의 공식 사임을 수락했으며 최고 사령관 직은 폐지되었다. 1918년 3월 14일, 레프 트로츠키가 포드보이스키를 대신하여 전쟁 인민위원이 되었다. 1918년 3월 16일, 파벨 디벤코는 해군 인민위원 직에서 해임되었다. 1918년 5월 8일, 니콜라이 스토고프, 이후 알렉산드르 스베친이 이끄는 전러시아 총사령부가 창설되었다.
1918년 9월 2일, 혁명군사평의회 (RMC)가 레프 트로츠키 전쟁 인민위원 아래 주요 군사 행정 기관으로 설립되었다. 1918년 9월 6일, 총사령부와 함께 RMC의 야전 사령부가 창설되었으며, 처음에는 니콜라이 라텔이 이끌었다. 같은 날 무장군 최고사령관 직이 신설되었고, 처음에는 유쿰스 바치에티스에게 (1919년 7월부터는 세르게이 카메네프에게) 할당되었다. 무장군 최고사령관 직은 러시아 내전이 끝나는 1924년 4월까지 존재했다.
1923년 11월, 소련 설립 이후, 소련 전쟁 및 해군 인민위원회는 군사 및 해군 인민위원회로 전환되었다.

## 조직

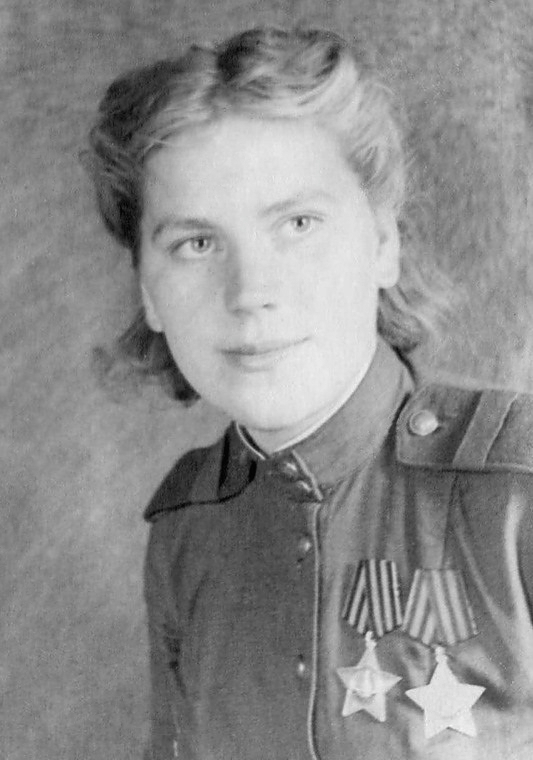
로자 샤니나는 중앙 여성 저격수 훈련 학교 졸업생으로 59명의 확인된 사살 기록이 있다.

존재 초기, 붉은 군대는 계급이나 휘장 없이 자원 조직으로 기능했다. 장교는 민주적 선거로 선출되었다. 그러나 1918년 5월 29일 법령은 18세에서 40세 남성에게 의무 병역을 부과했다. 대규모 징집을 위해 볼셰비키는 지역 군사 위원회(보옌니 코미사리아트, 약어 보옌코마트)를 구성했으며, 이는 2023년 현재에도 러시아에서 이 기능과 이름으로 존재한다. 그러나 군사 위원회는 군사 정치지도원 제도와 혼동해서는 안 된다.
1920년대 중반, 붉은 군대 편성에 영토 원칙이 도입되었다. 각 지역에서는 징집 가능한 남성들이 매년 5년 동안, 군대 병력의 약 절반을 구성하는 영토 부대에서 제한된 기간 동안 현역 복무를 위해 소집되었다. 첫 번째 소집 기간은 3개월이었고, 이후 매년 1개월이었다. 정규 간부들은 안정적인 핵심을 제공했다. 1925년까지 이 시스템은 77개 보병 사단 중 46개와 11개 기병 사단 중 1개를 제공했다. 나머지는 2년 임기로 복무하는 정규 장교와 병사로 구성되었다. 영토 시스템은 마침내 폐지되었고, 나머지 모든 편성은 1937년–1938년에 다른 간부 사단으로 전환되었다.

### 기계화
소련군은 막대한 자금을 지원받았고 기술 혁신을 이루었다. 한 미국인 언론인은 1941년에 다음과 같이 썼다.
미국 기준으로도 소련의 국방 예산은 막대했다. 1940년에는 110억 달러에 달했으며, 이는 국가 지출의 3분의 1을 차지했다. 이것을 훨씬 더 부유한 미국이 가장 큰 국방 노력을 기울인 지 2년 후인 1942년에야 매년 그 정도 지출에 근접할 것이라는 사실과 비교해보라.
붉은 군대와 공군에 지출된 돈의 대부분은 전쟁 기계에 사용되었다. 23년 전 볼셰비키 혁명이 일어났을 때 러시아에는 기계가 거의 없었다. 마르크스는 공산주의가 고도로 산업화된 사회에서 와야 한다고 말했다. 볼셰비키는 사회주의적 행복에 대한 꿈을 생산을 증대하고 노동 시간을 줄여 모든 사람이 필요한 것을 모두 가지고 원하는 만큼만 일하게 할 기계와 동일시했다. 어찌된 영문인지 이것은 실현되지 않았지만, 러시아인들은 여전히 기계를 숭배하며, 이것이 붉은 군대를 아마도 독일군을 제외하고 세계에서 가장 기계화된 군대로 만드는 데 도움이 되었다.
미국인처럼 러시아인들도 규모, 크기, 큰 숫자를 숭배한다. 그들은 세계에서 가장 큰 전차, 장갑차, 비행기, 전동포, 그리고 온갖 종류의 기계 무기로 구성된 방대한 군대를 건설하는 데 자부심을 느꼈다.

스탈린의 기계화 운동 아래, 군대는 1930년에 첫 기계화 부대를 창설했다. 제1기계화여단은 전차 연대, 차량화 보병 연대, 그리고 정찰 및 포병 대대로 구성되었다. 이 소박한 시작에서 소련은 역사상 최초의 작전급 기갑 부대인 1932년 제11 및 제45기계화군단을 창설하게 된다. 이들은 전투 지원 병력을 포함한 전차 중심의 편제로, 상위 전선군의 지원 없이 적 후방 지역에서 작전하며 생존할 수 있도록 설계되었다.
1940년 프랑스에 대한 독일군의 작전에 감명받은 소련 국방인민위원회 (국방부, 러시아 약어 NKO)는 1940년 7월 6일 9개 기계화 군단 창설을 명령했다. 1941년 2월부터 3월 사이에 NKO는 20개 추가 창설을 명령했다. 이 모든 편제는 투하쳅스키가 이론화한 것보다 규모가 컸다. 붉은 군대의 29개 기계화 군단이 1941년까지 최소 29,899대의 전차를 보유할 인가 병력을 가졌음에도 불구하고, 그들은 명목상에 불과했다. 당시 실제로 사용 가능한 전차는 17,000대뿐이었고, 이는 새로 편성된 기계화 군단 중 몇몇이 심각하게 병력 부족 상태였음을 의미한다. 공장과 군사 기획자들이 생산 수치를 보여주어야 한다는 압박으로 인해 대부분의 장갑차가 구식 모델이었고, 예비 부품과 지원 장비가 심각하게 부족했으며, 거의 4분의 3이 대규모 정비가 시급한 상황이었다. 1941년 6월 22일 현재, 붉은 군대는 현대적인 T-34 및 KV 계열 전차를 단 1,475대만 보유하고 있었고, 이들은 전선에 너무 분산되어 있어 심지어 지역적인 성공을 거두기에도 충분한 병력을 제공할 수 없었다. 이를 설명하자면, 리투아니아의 제3기계화군단은 총 460대의 전차로 구성되었으며, 이 중 109대가 신형 KV-1 및 T-34 전차였다. 이 군단은 상당수의 신형 전차를 보유한 소수의 행운아 중 하나였다. 그러나 제4군은 인가 병력인 1,031대의 신형 중형 전차 대신 모두 구식 T-26 전차 518대로 구성되었다. 이러한 문제는 붉은 군대 전반에 걸쳐 보편적이었으며, 1941년 독일군에게 붉은 군대가 초기에 패배하는 데 결정적인 역할을 했다.

### 전시

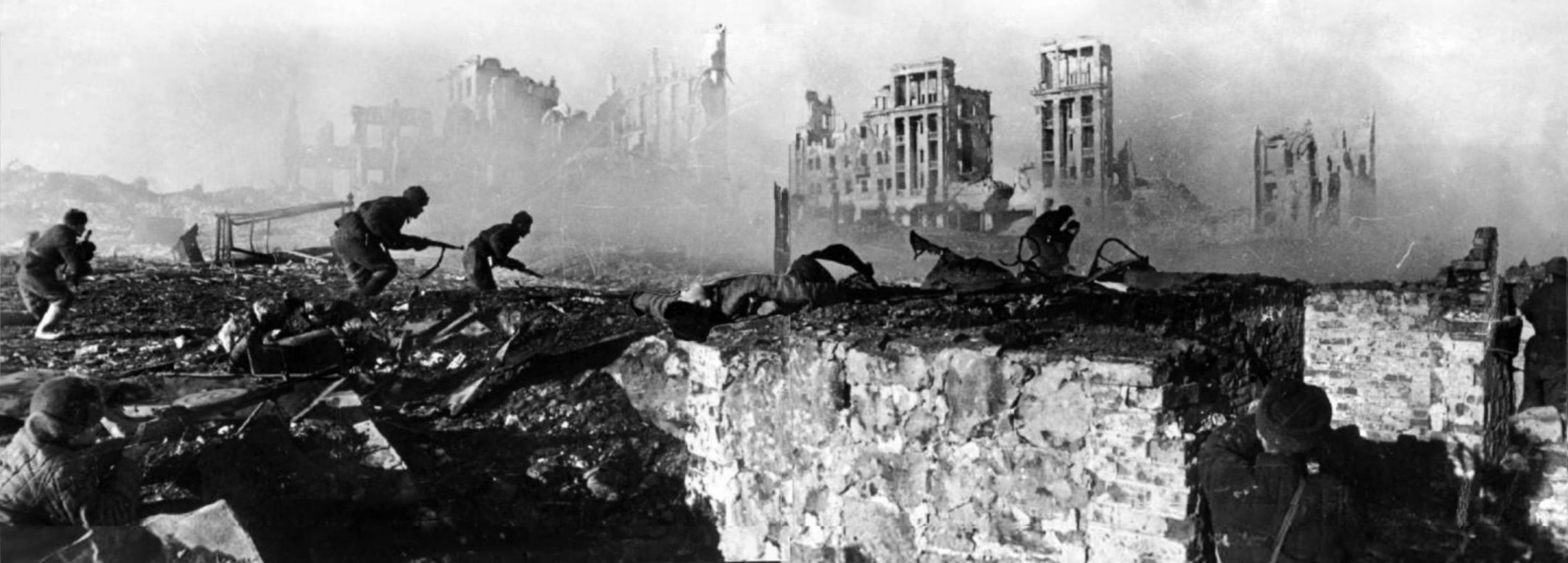
스탈린그라드 전투는 많은 역사가들에 의해 제2차 세계 대전의 결정적인 전환점으로 간주된다.

전쟁 경험은 최전선 부대 조직 방식에 변화를 가져왔다. 독일군과의 6개월간의 전투 끝에 스탑카는 군과 사단 사이의 중간 단계였던 소총 군단을 폐지했다. 이는 이론적으로는 유용했지만, 1941년 붉은 군대의 상황에서는 실제적으로 비효율적이었기 때문이었다. 1942년 1월 모스크바 공방전에서 결정적인 승리를 거둔 후, 최고 사령부는 더 경험이 많은 부대에 소총 군단을 재도입하기 시작했다. 소총 군단의 총 수는 1941년 6월 22일 62개에서 1942년 1월 1일 6개로 떨어졌지만, 1943년 2월에는 34개로, 1944년 새해 첫날에는 161개로 증가했다. 1941년 7월에 11,000명의 병력으로 인가된 최전선 소총 사단의 실제 병력은 1941년 동안 대부분 병력의 50%를 넘지 못했으며, 사단들은 지속적인 작전으로 인해 종종 수백 명 또는 그 이하의 병력으로 약화되었다.
전쟁 발발 시 붉은 군대는 위에서 설명한 바와 같이 기계화 군단과 전차 사단을 배치했다. 초기 독일군의 공격은 그들 중 많은 부분을 파괴했고, 1941년 동안 거의 모든 부대(트란스바이칼 군관구의 두 부대 제외)를 파괴했다. 잔여 부대는 해산되었다. 소규모 병력을 조율하는 것이 훨씬 쉬웠으며, 대신 독립 전차 여단과 대대가 투입되었다. 1942년 후반과 1943년 초에 이르러서야 군단급의 더 큰 전차 편성이 다시 대규모로 기갑을 운용하기 위해 배치되었다. 1943년 중반까지 이들 군단은 전차군으로 그룹화되었으며, 전쟁 말기에는 최대 700대의 전차와 50,000명의 병력을 보유할 수 있었다.

## 인원

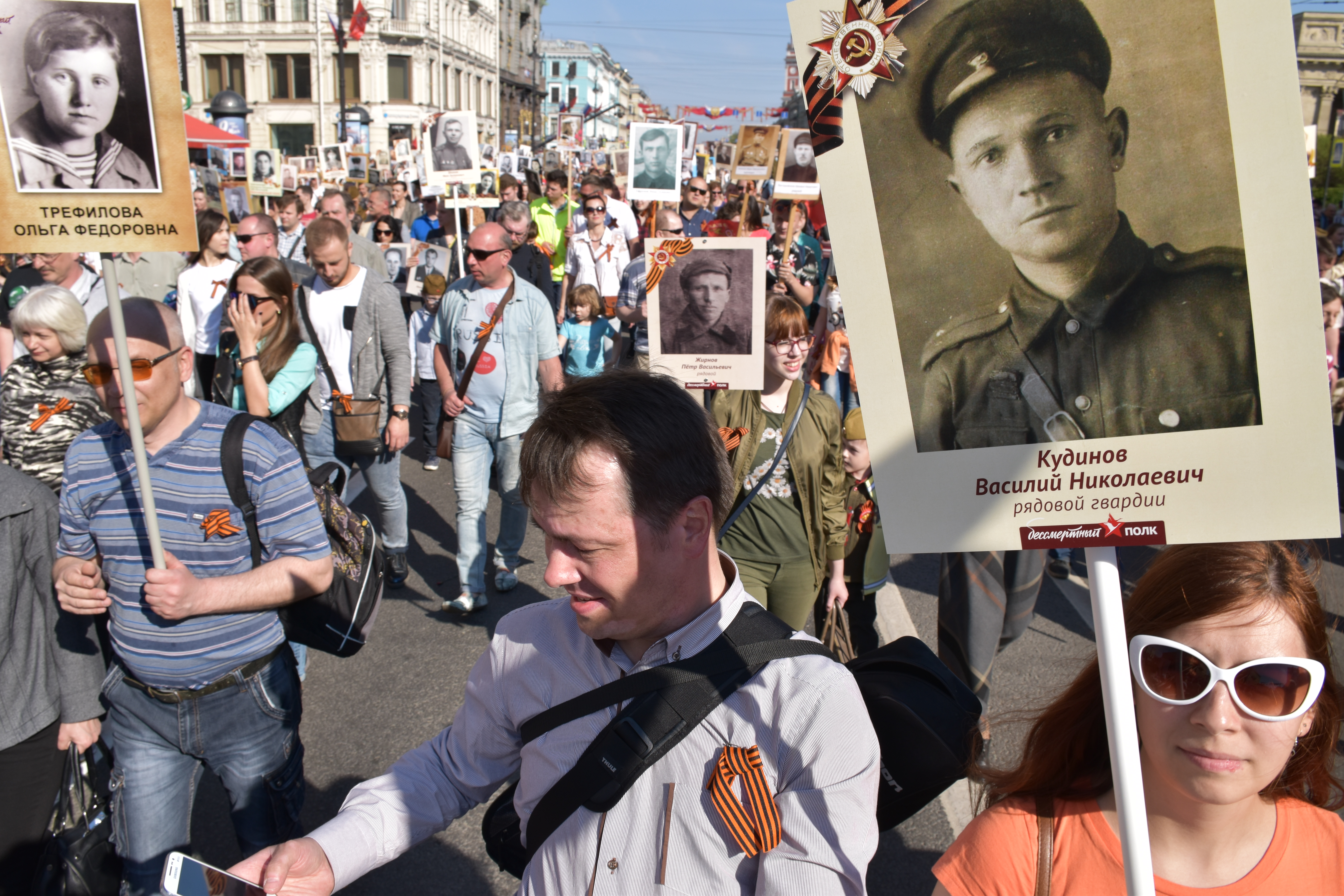
상트페테르부르크에서 "불멸의 연대"에 참여한 사람들이 제2차 세계 대전에 참전한 조상들의 초상화를 들고 있다.

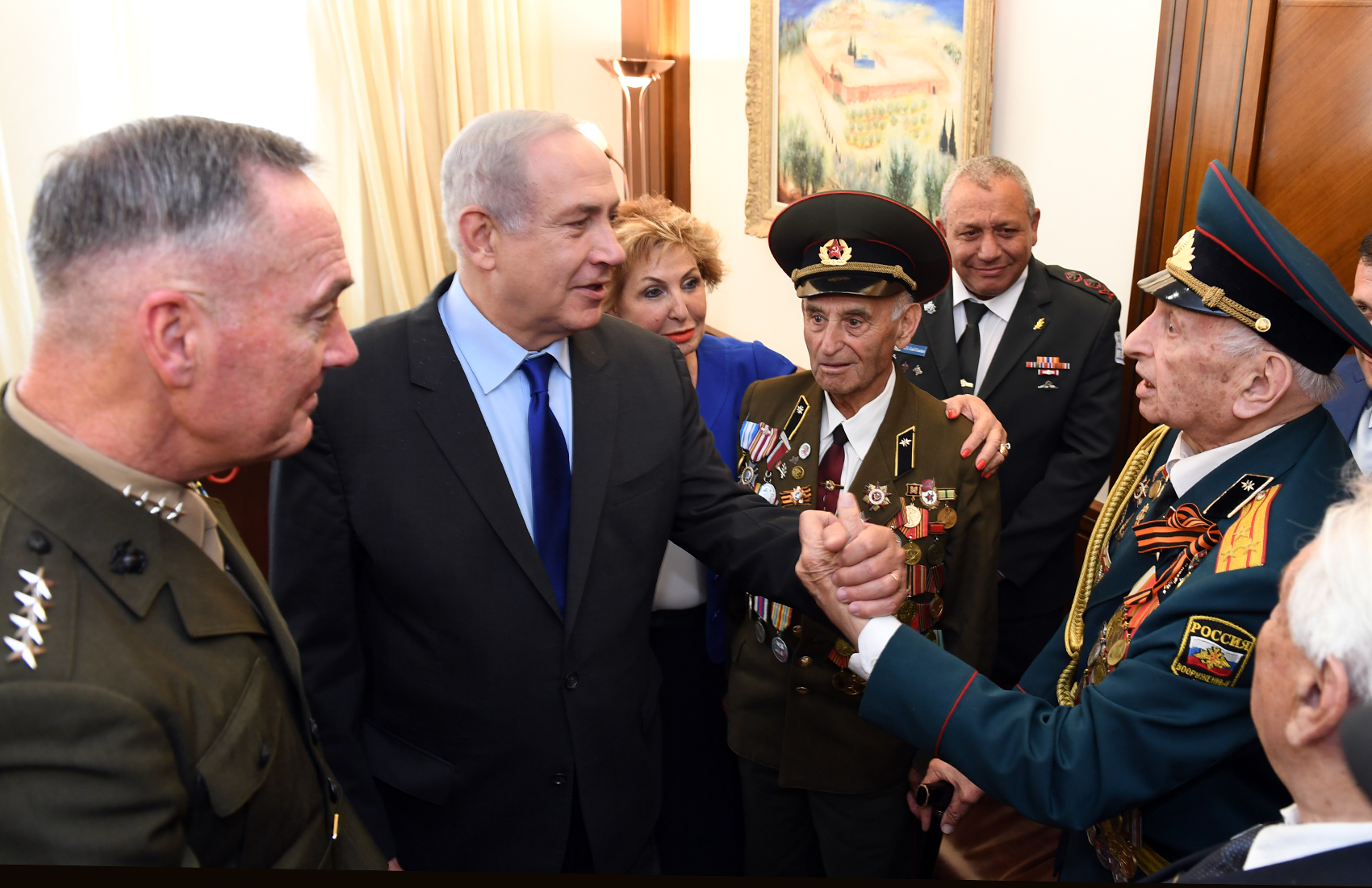
베냐민 네타냐후와 붉은 군대의 유대인 참전용사들, 승리의 날 (5월 9일) 예루살렘, 2017년 5월 9일

볼셰비키 당국은 붉은 군대의 모든 부대에 정치지도원을 배치했으며, 정치지도원은 부대 지휘관의 결정이 소련 공산당 원칙에 어긋날 경우 이를 무효화할 권한을 가졌다. 당 지도부는 군대에 대한 정치적 통제를 절대적으로 필요하다고 여겼다. 왜냐하면 군대가 혁명 이전 제국 시대의 장교들에게 점점 더 의존하게 되었고 군사 쿠데타를 이해할 만하게 두려워했기 때문이었다. 이 시스템은 1925년에 폐지되었다. 이때쯤에는 반대 서명이 불필요할 만큼 충분한 훈련받은 공산주의 장교들이 있었기 때문이었다.

### 계급 및 직책
초기 붉은 군대는 혁명 과정에서 "차르 체제의 유산"으로서 전문 장교단 제도를 포기했다. 특히 볼셰비키는 장교라는 단어 사용을 비난하고 대신 지휘관이라는 단어를 사용했다. 붉은 군대는 견장과 계급을 포기하고 "사단 지휘관", "군단 지휘관" 등 순전히 기능적인 직책을 사용했다. 이러한 기능적 직책을 위한 휘장은 존재했으며, 삼각형, 사각형, 능형 (소위 "다이아몬드")으로 구성되었다.
1924년 (10월 2일)에는 K1 (분대장, 부분대장, 고참 소총수 등)부터 K14 (야전 지휘관, 군대 지휘관, 군사 지구 지휘관, 군사 위원 등)까지 "개인" 또는 "근무" 범주가 도입되었다. 근무 범주 휘장은 다시 삼각형, 사각형, 능형으로 구성되었지만, 직사각형 (K7에서 K9 범주까지 1~3개)도 포함되었다.
1935년 9월 22일, 붉은 군대는 근무 범주를 폐지하고 개인 계급을 도입했다. 그러나 이 계급들은 기능적 직책과 전통적 계급의 독특한 조합을 사용했다. 예를 들어, 계급에는 "중위"와 "콤디브" (Комдив, 사단 지휘관)가 포함되었다. 정치 장교 (예: "여단 정치위원", "군 정치위원 2급"), 기술 부대 (예: "엔지니어 3급", "사단 엔지니어"), 행정, 의료 및 기타 비전투 병과에 대한 기능적 및 범주적 계급으로 인해 추가적인 복잡성이 발생했다.
소비에트 연방원수 (Маршал Советского Союза) 계급은 1935년 9월 22일에 도입되었다. 1940년 5월 7일 보로실로프 원수의 제안으로 계급 체계를 합리화하기 위한 추가적인 수정이 이루어졌다. "장군"과 "제독" 계급은 붉은 군대의 콤브리그, 콤디브, 콤코르, 코만다름과 붉은 해군의 기함 1급 등 고위 기능적 계급을 대체했다. 다른 고위 기능적 계급 ("사단 정치위원", "사단 엔지니어" 등)은 영향을 받지 않았다. 병과 또는 병종 구분은 유지되었다 (예: 기병대장, 기갑병 원수). 대부분의 경우 새로운 시스템은 제1차 세계 대전 참전이 끝날 무렵 러시아 제국 육군이 사용했던 것을 복원했다.
1943년 초, 시스템의 통합으로 남아있던 모든 기능적 계급이 폐지되었다. "장교"라는 단어는 공식적으로 승인되었으며, 이전의 계급 휘장을 대체한 견장 사용도 마찬가지였다. 1943년의 계급 및 휘장은 소련의 마지막 날까지 크게 변하지 않았다. 현대 러시아 육군은 거의 동일한 시스템을 사용한다.

### 군사 교육

추후이우에 있는 붉은 군대 포병 학교의 쿠르산트 (사관생도), 우크라이나, 1933년

러시아 내전 동안 지휘관 간부들은 1920년대에 미하일 프룬제 군사 대학이 된 러시아 제국의 니콜라이 총참모대학교에서 훈련받았다. 고위 및 최고 지휘관들은 고등 군사 학술 과정에서 훈련받았으며, 1925년에는 최고 지휘관을 위한 고급 과정으로 이름이 바뀌었다. 1931년 프룬제 군사 대학에 작전 학부가 설립되면서 이러한 과정을 보완했다. 총참모대학교는 1936년 4월 2일에 복원되었으며, 붉은 군대의 고위 및 최고 지휘관을 위한 주요 군사 학교가 되었다.

### 숙청

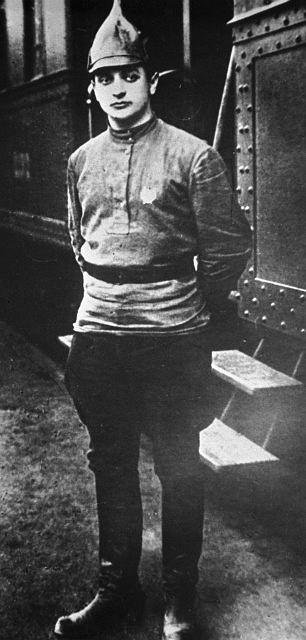
1937년 6월 대숙청 당시 처형된 붉은 군대 원수 미하일 투하쳅스키. 1920년 부데노프카를 착용한 모습.

21세기 초에 밝혀진 새로운 자료에 따르면, 1930–1931년의 베스나 사건 (또는 "봄 작전"으로도 알려짐)은 붉은 군대와 붉은 해군에서 복무했던 옛 러시아 제국군 장교 및 장군들을 대상으로 한 대규모 소련의 정치적 탄압이었으며, 대숙청에 앞서 붉은 군대에 대한 대규모 숙청이었다. 모스크바, 레닌그라드, 우크라이나의 3,000개 이상의 집단 사건에 따르면 10,000명 이상이 유죄 판결을 받았다. 특히 1931년 5월에는 레닌그라드에서만 소위 "근위대 사건"(러시아어: 그바르데이스코예 델로)에 따라 1,000명 이상이 처형되었다.
1930년대 후반에는 소련 사회에 대한 스탈린의 대숙청과 동시에 붉은 군대 지휘부에 대한 숙청이 발생했다. 1936년과 1937년, 스탈린의 명령으로 수천 명의 붉은 군대 고위 장교들이 지휘에서 해임되었다. 숙청은 주로 고위 장교들 사이에서 "정치적으로 신뢰할 수 없는 요소"들을 붉은 군대에서 제거하는 것을 목표로 했다. 이는 필연적으로 개인적인 원한을 해결하거나 동일한 지휘를 원하는 장교들 간의 경쟁을 제거하는 편리한 구실을 제공했다. 많은 군, 군단, 사단 지휘관들이 해고되었고, 대부분은 투옥되거나 노동 수용소로 보내졌으며, 일부는 처형되었다. 희생자 중에는 붉은 군대의 주요 군사 이론가였던 미하일 투하쳅스키 원수도 포함되었는데, 그는 스탈린에게 잠재적인 정치적 라이벌로 인식되었다. 살아남은 장교들은 곧 기록 관리나 야전 훈련과 같은 일상적인 문제에서도 모든 결정이 정치 장교들에 의해 면밀히 검토된다는 것을 알게 되었다. 곧 붉은 군대에는 두려움과 주도권 발휘를 꺼리는 분위기가 만연했으며, 하급 장교들의 자살률은 사상 최고 수준으로 치솟았다. 숙청은 붉은 군대의 전투 능력을 심각하게 저하시켰다. 호이트는 "소련 방어 시스템이 무능할 정도로 손상되었다"고 결론 내리고 "고위 장교들이 살았던 공포"를 강조한다. 클라크는 "스탈린은 군대의 심장을 잘라냈을 뿐만 아니라, 뇌 손상도 입혔다"고 말한다. 루윈은 세 가지 심각한 결과를 지적한다. 경험 많고 잘 훈련된 고위 장교들의 손실, 특히 프랑스 같은 잠재적 동맹국들 사이에 야기된 불신, 그리고 독일에게 준 격려이다.
최근 기밀 해제된 자료에 따르면 1937년 숙청이 최고조에 달했을 때, 붉은 군대에는 114,300명의 장교가 있었고 그 중 11,034명이 해임되었다. 1938년 붉은 군대에는 179,000명의 장교가 있었는데, 이는 1937년보다 56% 증가한 수치이며, 이 중 6,742명이 추가로 해임되었다. 붉은 군대의 최고위층에서는 5명의 원수 중 3명, 15명의 군대 장군 중 13명, 9명의 제독 중 8명, 57명의 군단 장군 중 50명, 186명의 사단 장군 중 154명, 16명의 군대 정치위원 전원, 28명의 군단 정치위원 중 25명이 숙청되었다.
그 결과 1941년 붉은 군대 장교단에는 경험이 부족한 고위 장교들이 많았다. 1941년 6월에는 연대 지휘관의 60% 이상이 2년 이상의 지휘 경험을 가지고 있었고, 소총 사단 지휘관의 거의 80%가 그러했지만, 군단 지휘관은 20%만이, 군대 및 군사 지구 지휘관은 5% 이하만이 동일한 수준의 경험을 가지고 있었다.
숙청이 절정에 달했을 때 붉은 군대의 상당한 성장은 상황을 더욱 악화시켰을 수도 있다. 1937년 붉은 군대는 약 130만 명이었고, 1941년 6월에는 거의 세 배로 늘어났다. 군대의 급격한 성장은 경험이나 훈련과 무관하게 장교들의 빠른 승진을 필요로 했다. 하급 장교들은 고위 지도부의 빈자리를 채우기 위해 임명되었으며, 그들 중 다수는 폭넓은 경험이 부족했다. 이 조치는 차례로 장교단의 하위 계급에 많은 공석을 초래했고, 이는 사관학교 신입 졸업생들로 채워졌다. 1937년에는 한 사관학교의 전체 하급 학급이 붉은 군대의 공석을 채우기 위해 1년 일찍 졸업했다. 경험 부족과 보복에 대한 두려움으로 인해 이들 신임 장교들 중 상당수는 대규모 신병들에게 깊은 인상을 주지 못했으며, 1941년에는 불복종 불만이 처벌되는 위반 사항 중 가장 높은 순위를 차지했고, 그 해 독일군의 초기 공세 중 붉은 군대 병사들이 부대를 탈영하는 사례를 악화시켰을 수도 있다.
1940년까지 스탈린은 이전에 해임된 장교들의 약 3분의 1을 복직시키며 완화하기 시작했다. 그러나 숙청의 영향은 1940년 겨울 전쟁에서 곧 나타났으며, 붉은 군대는 훨씬 작은 핀란드군에 비해 일반적으로 부진한 성과를 보였고, 이후 1941년 독일 침공에서도 소련 방어군이 소련 장교들의 경험 부족으로 인해 부분적으로 격퇴당했다.

### 무기와 장비
소련은 1920년대와 1930년대 스탈린의 산업화 프로그램의 일환으로 자체 군수 산업을 확장했다.

## 같이 보기
- 붉은 군대 (1917–1924)의 제복 및 휘장
- 소련군 포로에 대한 독일의 잔학 행위
- 소련이 저지른 전쟁 범죄
- 소련의 폴란드 시민 탄압 (1939–1946)
- M 스쿨
- 러시아 통신부대
- 부대

## 설명 각주
1. ↑  러시아어: Рабоче-крестьянская Красная армия (РККА) 라보체-크레스티얀스카야 크라스나야 아르미야 (РККА)[*]
2. ↑  러시아어: Красная ар미야, tr. 크라스나야 아르미야, IPA: [ˈkrasnəjə ˈarmʲɪjə]
3. ↑   1918년 1월 15일 (구력).
4. ↑   2월 8일은 소련의 국경일인 "소련 육군의 날"이 되었다.
5. ↑  러시아 역사학에서는 "소련-핀란드 전쟁 1939–1940"(러시아어: 소베츠코-핀스카야 보이나 1939–1940) 및 "소련-핀란드 전쟁 1939–1940"(러시아어: 소베츠코-핀란즈카야 보이나 1939–1940)이 자주 사용된다.[47][48][49][50]
6. ↑   붉은 군대의 174개 사단 대 추축국의 164개 사단이라는 1.1:1의 비율에도 불구하고, 추축국 병력은 1:1.7의 병력 우세를 보였다.[64]

## 더 읽어보기
- 카레르 뎅코세, 헬렌 (1992), 《소비에트 제국의 종말: 민족의 승리》, 베이식 북스, ISBN 0-465-09818-5.
- 해리슨, 리처드 W. (2001), 《러시아의 전쟁 방식: 작전술, 1904–1940》, 캔자스 대학교 출판부.
- 힐, 알렉산더 (2017), 《붉은 군대와 제2차 세계 대전》, 케임브리지 대학교 출판부, ISBN 978-1-1070-2079-5.
- 이즈비, 데이비드 C. (1988), 《소련군 무기 및 전술》, ISBN 978-0-7106-0352-4.
- 모이나한, 브라이언 (1989), 《곰의 발톱: 혁명부터 현재까지 붉은 군대의 역사》.
- 오돔, 윌리엄 E. (1998), 《소련군의 붕괴》, 뉴헤이븐 및 런던: 예일 대학교 출판부, ISBN 978-0-300-07469-7.
- 리즈, 로저 R. (2011), 《왜 스탈린의 병사들은 싸웠나: 제2차 세계 대전 붉은 군대의 군사적 효율성》, 캔자스 대학교 출판부.
- 리즈, 로저 R. (2005), 《붉은 지휘관: 소련군 장교단 사회사, 1918–1991》.
- 리즈, 로저 R. (1996), 《스탈린의 꺼리는 병사들: 붉은 군대 사회사, 1925–1941》.
- 리즈, 로저 R. (2000), 《소련군 경험: 소련군 역사, 1917–1991》.